# Amboy (Washington)
Amboy is een plaats (census-designated place) in de Amerikaanse staat Washington, en valt bestuurlijk gezien onder Clark County.

## Demografie
Bij de volkstelling in 2000 werd het aantal inwoners vastgesteld op 2085.

## Geografie
Volgens het United States Census Bureau beslaat de plaats een oppervlakte van
37,1 km², geheel bestaande uit land. Amboy ligt op ongeveer 125 m boven zeeniveau.

## Plaatsen in de nabije omgeving
De onderstaande figuur toont nabijgelegen plaatsen in een straal van 16 km rond Amboy.